# Nils Hedberg

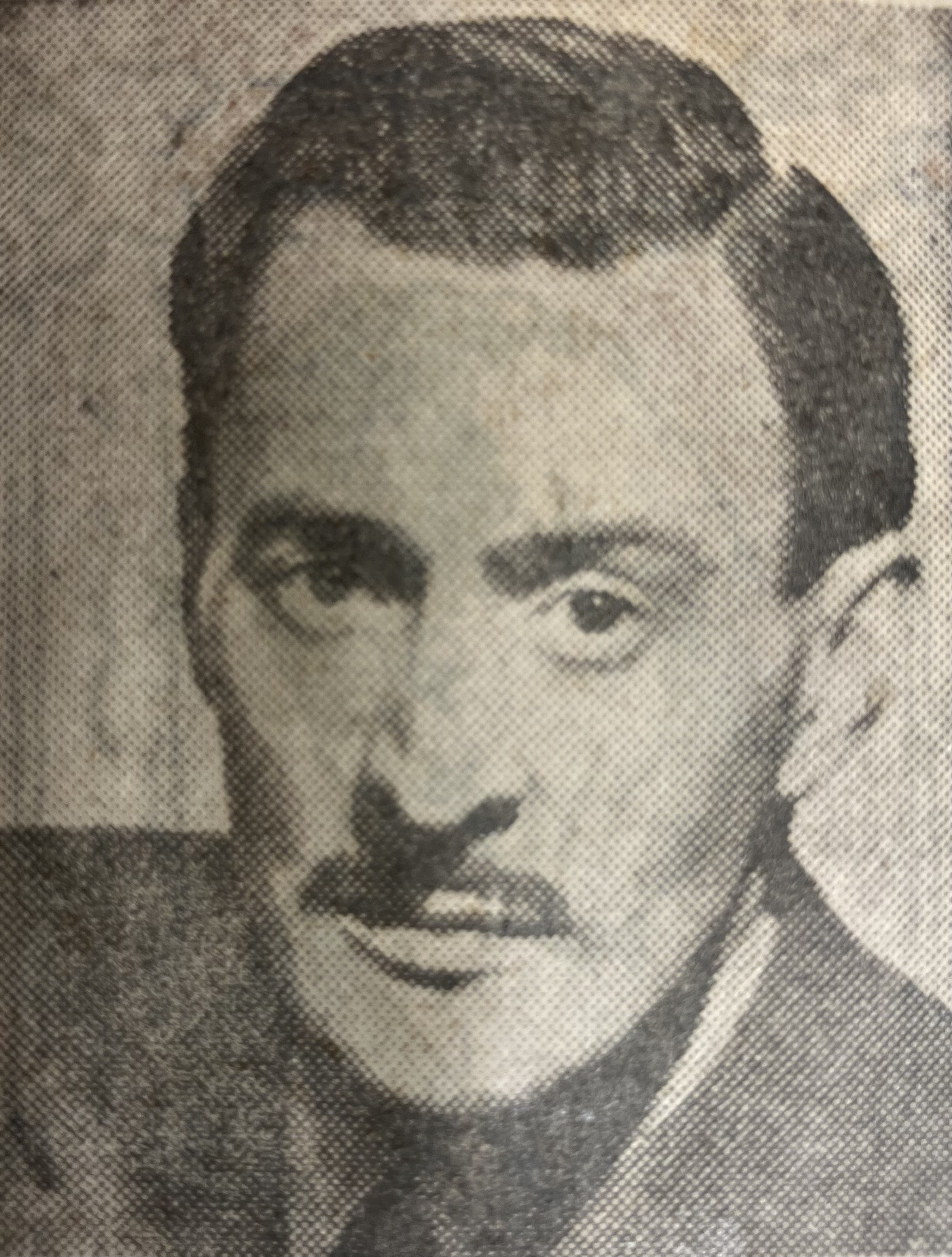
Nils Hedberg

Nils Hedberg (Järbo, Gestricia 11 de marzo de 1903-Gotemburgo, 24 de noviembre de 1965) fue un profesor y diplomático sueco.
Fue hijo del artista Ecke Hedberg y Anna Elisabeth Wahlström. Después de terminar el bachillerato en 1921, se matriculó en la Universidad de Estocolmo y posteriormente, en 1926, ingresó en la Universidad de Upsala, donde obtuvo una licenciatura en filosofía en 1927. Entre 1931 y 1943, Hedberg fue lector de español y, entre 1936 y 1943, también de ruso en la Escuela de Comercio de Gotemburgo. En 1933 fue nombrado profesor principal en la Universidad de Gotemburgo. Entre 1935 y 1943, Hedberg fue secretario de la Escuela de Comercio de Gotemburgo.
Durante la década de 1930, realizó estudios en las universidades de París, Grenoble, Roma, Bolonia, Londres y Heidelberg, y también trabajó en diferentes librerías. Realizó además viajes de estudio a Hamburgo y Argentina, lo que lo inspiró a fundar en 1939, siguiendo el modelo de Hamburgo, el Instituto Iberoamericano de Gotemburgo en la Escuela de Comercio de Gotemburgo.
Entre 1940 y 1943, Nils Hedberg fue profesor extraordinario de español y, entre 1941 y 1943, de ruso en la Universidad de Gotemburgo. Gracias a sus conocimientos sobre América Latina, se desempeñó entre 1943 y 1946 como agregado de prensa interino en Buenos Aires, Lima y Santiago de Chile. Trabajó para Radiotjänst entre 1944 y 1947, y nuevamente en 1949. En 1947 fue nombrado agregado de prensa en México y América Central, así como observador sueco en la Asamblea General de la Unesco en México. A partir de 1950 trabajó para la Unión Panamericana. En 1964, Nils Hedberg fue nombrado doctor honoris causa en Filosofía por la Universidad de Gotemburgo.
Nils Hedberg estuvo casado con Marianne Hedberg (1911–1989), y ambos están enterrados en el cementerio Västra kyrkogården de Gotemburgo.

## Literatura
- Goulard-Westberg, Matilde, "Nils Hedberg, Svenskt biografiskt lexikon 18 (1969-1971), p. 391.
- Lilljegren, Joakim. "'Mi querido Nils': om Rafael Gutiérrez Girardot, Nils Hedberg och Iberoamerikanska institutet", i: Synligt och osynligt: om det unika i Göteborgs universitetsbibliotek, ed. Birgitta Andréasson & Karin Henning (Acta Bibliothecae Universitatis Gothoburgensis 38.) Göteborgs universitet 2025, pp. 189–211.
- Svensson, Anna. "'Mistral och femton böcker': om Gabriela Mistral, Matilde Goulard, Nils Hedberg och Iberoamerikanska institutets första år", i: Desde Chile a Suecia: caminos culturales por Lationamérica y Europa: festskrift till Álvaro Foresti, ed. Andrea Castro, Eduardo Jiménez Tornatore & Ingmar Söhrman. (Opuscula Romanica 8.) Göteborgs universitet 2018, pp. 93–108.